# Ayette-i első világháborús temető
Az ayette-i első világháborús temető (Ayette Indian and Chinese Cemetery) a franciaországi Ayette-ben található, a britek által szervezett indiai (Indian Labour Corps) és kínai munkáshadtest (Chinese Labour Corps) halottjai nyugszanak földjében. A sírkertet William Harrison Cowlishaw tervezte.

## Története
Ayette falunál súlyos harcok folytak 1918 márciusában, amikor a németek elfoglalták tavaszi offenzívájuk során. Április 3-án a brit 32. Hadosztály visszafoglalta a települést, amelyet a háború végéig megtartott. Az indiai és kínai temetőt brit harcoló alakulatok alapították 1917 szeptemberében, és jövő év áprilisáig használták, majd 1918 őszén ismét temettek a területen. A temetőben 87 első világháborús halott nyugszik. Közülük 64-et azonosítottakː 35 indiait, 28 kínait és egy németet.

## Munkásalakulatok
1916 októberében a brit kormány felvette a kapcsolatot a semleges Kínával a kínai munkáshadtest (Chinese Lobour Corps) megalapítása érdekében. Az alakulat tagjai fegyver nélküli szolgálatot láttak el brit katonai felügyelet mellett. Az önkénteseket, általában nincstelen földművelőket, a relatíve magas fizetés és a kilátásba helyezett egyéb előnyök csábították az európai frontra. Első csoportjuk 1917 elején, Kanadán keresztül érkezett a csatatérre. Az év végén már 54 ezer kínai dolgozott a nemzetközösségi erők oldalán Franciaországban és Belgiumban. A háború végéig megkétszereződött a számuk.
Indiai munkásokat már 1915 szeptemberében alkalmaztak a britek, de hivatalos alakulatuk (Indian Labour Corps) csak 1916-ban jött létre. Az első indiai munkások 1917. júniusban érkeztek Marseilles-be. Augusztus végére már húszezren voltak. Az ázsiai munkások döntő szerepet töltöttek be mások mellett a szállításban és az építkezésben, de a háború után több tízezer elesett katona exhumálásában és újratemetésében is részt vettek. Annak ellenére, hogy általában az ellenséges fegyverek hatótávolságán kívül állomásoztak, több százan haltak meg harci cselekmények következtében. Sokukkal az influenza végzett. Összesen mintegy kétezer kínai és 1500 indiai munkás vesztette életét a nyugati fronton.